# Anna Enquist
Pour les articles homonymes, voir Enquist.
Anna Enquist est le nom de plume de l'écrivaine et psychanalyste néerlandaise Christa Widlund-Broer, née le 19 juillet 1945 à Amsterdam aux Pays-Bas. Elle fait ses débuts en 1991 avec le recueil de poésie Soldatenliederen (Chansons de soldats) puis s'impose comme écrivaine dès son premier roman Het Meesterstuk (Le Chef-d’œuvre) en 1994. Ses ouvrages sont traduits en plusieurs langues, dont une dizaine en français.

## Biographie

### Jeunesse et formation
Christa Broer naît à Amsterdam le 19 juillet 1945 et grandit à Delft. 
Elle est l'aînée des enfants de Lambertus Johannes Folkert Broer (1916-1991), professeur d'aérodynamique et d'hydrodynamique et Gabriëlle Elberta (Lina) van Delden (1916-2017). Elle commence des études de psychologie clinique à Leyde en 1963 et, après avoir obtenu son doctorat, étudie le piano au Conservatoire Royal de La Haye, avec le violoncelle comme matière subsidiaire. À partir de 1976, elle mène une carrière de pianiste et enseigne la psychologie à Amsterdam puis entame une formation spécialisée en psychanalyse à l'Association néerlandaise de psychanalyse au début des années 1980. En 1987, elle met fin à sa carrière musicale et, en 2001, arrête la pratique de la psychologie.

### L'écriture
Parallèlement, elle commence à écrire des poèmes. Elle déclare que dans la poésie, comme dans la psychanalyse, il s’agit de trouver un équilibre entre l’analyse et les sentiments. Le magazine Maatstaf publie ses premiers poèmes en 1988. En 1991, elle publie un premier recueil de poésie en 1991 : Soldatenliederen ("Chants de soldats") sous le pseudonyme Anne Enquist. Suivent plusieurs livres de poésie, Jachtscènes ("Scènes de chasse") en 1992, Een nieuw afscheid ("Un nouvel au revoir") en 1994, Klaarlichte dag ("En plein jour") en 1996 et De tweede helft ("La deuxième mi-temps") en 2000. Si ces recueils demeurent inédits en français, quelques poèmes ont néanmoins paru en traduction française dans la revue Septentrion, dans l'anthologie Le Verre est un liquide lent (Farrago, 2003) ou encore dans Europe, n° 909-910, 2005.
Anna Enquist lit souvent des poèmes en public en compagnie du pianiste Ivo Janssen. Deux petits volumes de poésie ont déjà paru, accompagnés chaque fois d’un CD. Parmi les compositeurs interprétés par Ivo Janssen : Sergueï Prokofiev, Leoš Janáček, Robert Schumann...
Ce n'est qu'en 1994 qu'elle publie son premier roman : Het meesterstuk, basé sur l'opéra Don Giovanni de Mozart. Le livre entre dans le top 10 des livres les plus vendus aux Pays-Bas et reçoit le Debutantenprijs (nl), attribué chaque année à un prosateur débutant. Les éditions Actes Sud le publient sous le titre : Le chef-d'œuvre. L'éditeur français a publié près d'une dizaine de ses romans à ce jour.
Elle est poète officiel de la ville d'Amsterdam de 2014 à 2015. Première femme à occuper cette fonction, elle écrit trois textes qui sont placés sur des bancs dans l'espace public,.
De nombreux ouvrages d'Anne Enquist sont également publiés sous forme de livres électroniques, en gros caractères ou de livres audio qu'elle lit elle-même)  et ont été traduits dans différentes langues.

### Vie privée
Anne Enquist est mariée avec le violoncelliste suédois Bengt Widlund ; ils ont deux enfants. Le 3 août 2001, leur fille Margit, alors âgée de 27 ans, est tuée par un camion alors qu'elle circule à vélo sur la place du Dam à Amsterdam. Grâce en partie à Anne Enquist, un rétroviseur d'angle mort devient obligatoire pour les camions à partir de 2003,. 
Elle vit et travaille à Amsterdam.

## Thèmes
Anne Enquist est souvent considérée comme un écrivain psychologique qui dissèque ses personnages comme on ouvre un livre ou un cadavre, feuille par feuille, partie par partie - jusqu'au coeur
La perte de son enfant devient, avec la musique, un des thèmes majeurs de ses écrits postérieurs. « La grande question, dans tous mes livres, consiste à savoir comment on remonte la pente après un coup dur du destin. ». Dans Quatuor, deux des personnages principaux - Caroline et Jochem - ont perdu leurs deux fils dans un accident de voiture. Ce roman s'attarde longuement sur la manière dont chacun des deux vit le deuil, ainsi que sur l'effet qu'un tel drame provoque dans leurs relations amicales et professionnelles. Dans Counterpoint, en 2008, le personnage principal, un pianiste, tente de sonder les Variations Goldberg de Bach afin de se réconcilier avec la perte de sa fille. Dans Les Porteurs de glace, « Anna Enquist dépeint tout en nuances, subtiles, feutrées, la lente érosion d'un couple » après la fuite de leur fille
La musique classique traverse la presque totalité de ses romans. Le secret raconte l'histoire de Dora Dierks, pianiste qui a vu sa carrière s'arrêter brutalement en raison d'une maladie. Des années plus tard, elle se remet au piano et, sur fond du Concerto italien de Bach, affronte à nouveau son passé : « Dans la musique, il n’est pas question de guerre. La musique est au dessus de tout ».
Quatuor a pour personnages principaux quatre amis musiciens et leur vieux professeur, ancien virtuose désormais à la retraite : le quatuor interprète, au fil du roman, des pièces de Antonín Dvorák, Wolfgang Amadeus Mozart et Franz Schubert.
L'écoulement du temps est un autre thème récurrent : les héroïnes de Contrepoint et Le secret partent à la rencontre de leur passé, entre affrontement et recherche de paix. Le vieux professeur de Quatuor regrette sa gloire passée et s'emmure chez lui, victime d'arthrite, écrasé par une peur à l'encontre du monde extérieur et de toute nouveauté.

## Distinctions
- 1992 : Prix C. Buddingh' (en) de la nouvelle poésie néerlandaise, pour Soldatenliederen[2]
- 1993 : 
  - Prix Lucy B. et C.A. van der Hoogt (nl) décerné par la Société de littérature néerlandaise (en) pour Jachtscenes[2]
  - nomination pour le Prix de littérature européenne (nl)prix de littérature européenne[2]
- 1995 : Debutantenprijs,  le roman Het meesterstuk[2]
- 1997 : Prix du public pour le livre néerlandais (nl) pour le roman Het geheim
- 2003 :  invitée au 23e Salon du livre de Paris[14]
- 2005 :
  - Prix Gedichtendag (nl) pour Essentie van het missen[2]
  - Taalunie Toneelschrijenprijs pour la pièce de théâtre Struisvogels op de Coolsingel
- 2007 : 
  - Invitée d'honneur au Salon du livre de Montréal[15]
  - Prix du livre Corderie royale-Hermione pour Le Retour [16]
- 2014 : Lauréate du Prix littéraire des lycéens de l'Euregio Meuse-Rhin pour Les Endormeurs[17]
- 2018 : Invitée à la Comédie du Livre à Montpellier[18],[19]
- 2020 : Prix Babel des Lecteurs Mots en Lignes[20]

## Œuvres
- 1991 : Soldatenliederen (poèmes)
- 1992 : Jachtscènes (poèmes)
- 1994 : Een nieuw afscheid (poèmes)
- 1994 : Het meesterstuk (roman) ((fr) Le chef d'œuvre, traduit du néerlandais par Nadine Stabile, éditions Actes Sud, 1999)
- 1996 : Klaarlichte dag (poèmes)
- 1997 : Het Geheim (roman) ((fr) Le Secret, traduit du néerlandais par Micheline Goche, Actes Sud, 2001)
- 1999 : De kwetsuur (fr) La Blessure, traduit du néerlandais par Isabelle Rosselin, Actes Sud, 2005)
- 2000 : De tweede helft poèmes)
- 2002 : Hier was vuur (poèmes)
- 2002 : De ijsdragers, ((fr) Les Porteurs de glace, traduit du néerlandais par Micheline Goche, Actes Sud, 2003)
- 2003 : De sprong, ((fr) Le Saut, traduit du néerlandais par Annie Kroon, Actes Sud, 2006)
- 2004 : De tussentijd (poèmes)
- 2005 : De thuiskomst (roman) ((fr) Le Retour, traduit du néerlandais par Isabelle Rosselin, Actes Sud, 2007)

- Le roman narre la vie de la femme de l'explorateur James Cook. L’auteure s'est documentée pendant plus de dix ans pour l'écrire.
- 2007 : Mei (nouvelles).
- 2008 : Contrapunt, ((fr) Contrepoint, traduit du néerlandais par Isabelle Rosselin, Actes Sud, 2010)  (ISBN 978-2-7427-9234-4)
- 2010 : Nieuws van nergens (poèmes)
- 2011 : De Verdovers, ((fr) Les Endormeurs, traduit du néerlandais par Arlette Ounanian, Actes Sud, 2014)  (ISBN 978-2-330-02683-7)
- 2012 : Kool! : alles over voetbal.
- 2013 : Een kooi van klank (poèmes)
- 2014 : Kwartet , ((fr) Quatuor, traduit du néerlandais par Emmanuelle Tardif, Actes Sud, 2016)  (ISBN 978-2-330-05796-1)
- 2015 : Hoor de stad (poèmes)
- 2018 : Want de avond, ((fr) Car la nuit s'approche, traduit du néerlandais par Emmanuelle Tardif, Actes Sud, 2019)  (ISBN 978-2-330-12733-6)